# 1082 Pirola
1082 Pirola eller 1927 UC är en asteroid i huvudbältet, som upptäcktes 28 oktober 1927 av den tyske astronomen Karl Wilhelm Reinmuth i Heidelberg. Den har fått sitt namn efter det vetenskapliga namnet på växtsläktet Pyrola.
Asteroiden har en diameter på ungefär 42 kilometer och den tillhör asteroidgruppen Themis.